# Ноздрунов Михайло Кузьмич
Ноздрунов Михайло Кузьмич (рос. Ноздрунов Михаил Кузьмич; 1898 — 19 квітня 1945) — радянський військовик часів Другої світової війни, генерал-майор (1940).

## Біографія
Народився у 1898 році в родині службовця. Росіянин. Член ВКП(б) з 1927 року.
Учасник Першої світової війни, Громадянської війни в Росії. У лавах РСЧА з 1919 року.
У 1930 році закінчив Військову академію імені М. В. Фрунзе.
26 листопада 1935 року наказом НКО СРСР № 2484 полковнику М. К. Ноздрунову присвоєне військове звання «комбриг».
У 1938 році призначений начальником 4-го відділу Генерального штабу РСЧА.
Постановою РНК СРСР № 945 від 4 червня 1940 року присвоєне військове звання «генерал-майор».
З березня по липень 1941 року — начальник штабу 15-го механізованого корпусу Київського ОВО. Згодом нетривалий час був начальником штабу Бердичівської групи військ, 16-го механізованого корпусу.
Учасник німецько-радянської війни з червня 1941 року. Воював на Південно-Західному фронті.
З серпня 1941 року — на викладацькій роботі: начальник кафедри тактики вищих з'єднань Військової академії моторизації і механізації РСЧА імені Й. В. Сталіна, заступник начальника цієї ж академії.
1 січня 1945 року направлений на стажування до 2-ї гвардійської танкової армії 1-го Білоруського фронту.
Під час боїв за Берлін був поранений і помер 19 квітня 1945 року. Похований у Москві на Новодівочому цвинтарі.

## Нагороди
Нагороджений орденами Червоного Прапора (06.08.1944), Вітчизняної війни 1-го ступеня (18.05.1945), Червоної Зірки і медаллю.